# 帝国自由城市

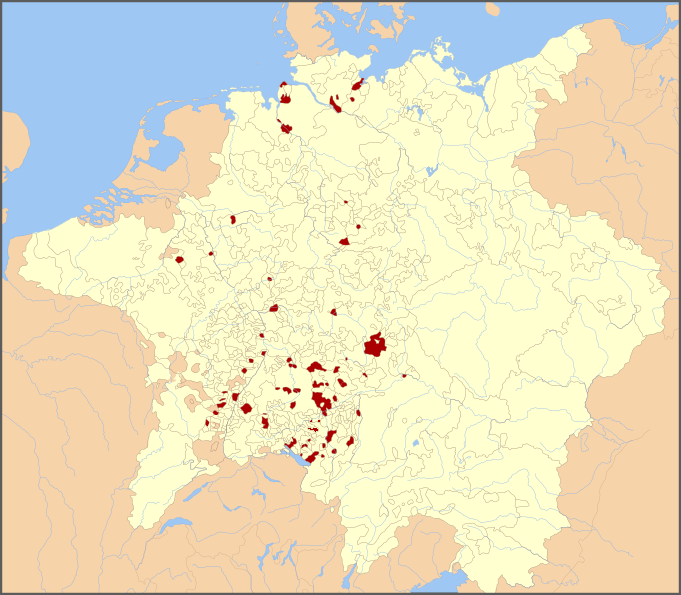
帝國自由城市，1648年

自由和帝国城市（德語：Freie und Reichsstädte），簡稱自由帝國城市（德語：Freie Reichsstadt）是神圣罗马帝国中的一种特殊行政区划，帝国自由城市的城市不被任何一个帝国贵族管辖，其直辖于神圣罗马帝国皇帝。
帝国自由城市直接处于皇帝之下的地位给于他们许多自由和特权。向内它们基本上自主，拥有自己的低级和高级司法权，尤其它们的高级司法权（在神圣罗马帝国高级司法权是允许判处死刑的权力，因此高级司法权在神圣罗马帝国也被称为血司法权，一般只有帝国贵族和他们授权的代表才有这样的权力）使得他们拥有与高级贵族同样的地位，这也是它们与其它隶属于任何领主的城市的区别。
这些城市还有权和有义务直接派代表参加帝国议会。同时他们对皇帝也有一定的义务，比如他们必须向皇帝交税，假如皇帝命令他们必须派兵。

## 历史
一开始帝国城市和自由城市是两个不同的概念，帝国城市是上面概述中所提到的直接受皇帝下辖的城市，而自由城市则本来是主教的驻地城市，这些城市在13世纪和14世纪从他们的主教的手中解放出来，名义上它们依然是主教的领地，向主教纳税和提供军队，但实际上它们不受它们的领主的命令了，同时它们也不向皇帝交税和提供军队。这些自由城市包括科隆、奥格斯堡、美因茨（到1462年）、沃尔姆斯、施派尔、斯特拉斯堡和巴塞尔。
后来一些这些自由城市能够完全摆脱它们的主教的管辖，而另一些则又丧失了它们的自由地位。这些自由城市与本来的帝国城市一起参加帝国议会，当时它们被统称为自由和帝国城市，后来被简化为自由帝國城市。

### 兴起
在从1254年到1273年的大空位时代结束时帝国城市在帝国议会中获得了席位和投票权。从1489年开始它们联合组成了帝国城市集团，它们从中选举代表去参加帝国议会。当时的皇帝为了借钱有时将他手中的帝国城市抵押给该城市附近的贵族。由于当时的皇帝很少有可能获得足够的钱来将这些城市赎回来，因此这些城市就面临着丧失它们的自由地位的危险。而另一些比较富有的城市比如多特蒙德、法兰克福和纽伦堡则借机以向皇帝借钱的方式来扩大它们的地盘。尤其德国西南部的城市扩展得最厉害，因为它们附近没有大的，可以抵制它们的贵族。地盘最大的是伯尔尼。
查理五世的管理改革使得许多城市引入了漢薩同盟，这些漢薩同盟由城市贵族和大商人组成，它们渐渐地排挤掉了过去的市民集会。

### 没落
1648年的威斯特伐利亚和约规定将阿尔萨斯的帝国城市的管理权交付法国，1681年法国将整个阿尔萨斯完全并入它的版图。并入法国的帝国城市的自由权越来越小，1789年法国大革命中它们完全丧失了它们的特权。
留在神圣罗马帝国的51个帝国自由城市中有45个在1803年通过帝国议会的最后一次决议被其附近的领主们吞并。到1806年神圣罗马帝国告终时还有六个帝国自由城市：奥格斯堡、纽伦堡、法兰克福、不来梅、汉堡和吕贝克。

### 神圣罗马帝国灭亡后
1815年后在德意志邦联只有四个自由城市了：汉堡、不来梅、吕贝克和法兰克福。1866年法兰克福被普鲁士吞并，1937年吕贝克也被纳粹德国撤銷联邦州地位。德意志联邦共和国成立后不来梅和汉堡作为联邦州保存了它们的自由地位。柏林的联邦州地位来自于它在第二次世界大战后被盟军占领的特殊历史过程。
格但斯克从1920年到1939年受国际联盟管辖时也被称为自由城市。

## 18世纪末帝国自由城市列表
神圣罗马帝国成立后帝国自由城市的数目有增有减，1521年沃尔姆斯帝国议会上列出了85个“自由和帝国城市”，可能是数目最大的时候。以下为参加1792年帝国议会的50个帝国自由城市。这些城市按照其在莱茵兰和施瓦本席位的投票顺序排列：

### 莱茵兰席位
1. 科隆 (30-322-600)
2. 亚琛 (20-90-260)
3. 呂貝克自由市 (21-177-550)
4. 沃尔姆斯 (10-78-325)
5. 施派尔 (3-99-325)
6. 法蘭克福自由市 (20-140-500)
7. 戈斯拉尔 (0-130-205)
8. 不來梅 (未列出)
9. 汉堡 (20-120-325)
10. 米尔豪森 (0-78-180)
11. 诺德豪森 (0-78-180)
12. 多特蒙德 (20-100-180)
13. 弗里德贝格 (0-22-90)
14. 韦茨拉尔 (0-31-40)

### 施瓦本席位
1. 雷根斯堡 (20-112-120)
2. 奥格斯堡 (25-150-500)
3. 纽伦堡 (40-250-600)
4. 乌尔姆 (29-150-600)
5. 埃斯林根 (10-67-235)
6. 罗伊特林根 (6-55-180)
7. 讷德林根 (10-80-325)
8. 罗滕堡 (10-90-180)
9. 哈尔 (今施韦比施哈尔) (10-80-325)
10. 罗特韦尔 (3-122-180)
11. 于伯林根 (10-78-325)
12. 海尔布隆 (6-60-240)
13. 格明德 (今施瓦本格明德) (5-45-150)
14. 梅明根 (10-67-325)
15. 林道 (6-72-200)
16. 丁克尔斯比尔 (5-58-240)
17. 里斯河畔比伯拉赫 (6-55-180)
18. 拉芬斯堡 (4-67-180)
19. 施韦因富特 (5-36-120)
20. 阿尔高地区肯普滕 (3-36-120)
21. 巴特温茨海姆 (4-36-180)
22. 考夫博伊伦 (4-68-90)
23. 魏尔 (2-18-120)
24. 阿尔高地区旺根 (3-18-110)
25. 阿尔高地区伊斯尼 (4-22-100)
26. 普富伦多夫 (3-40-75)
27. 奥芬堡 (0-45-150)
28. 阿尔高地区洛伊特基希 (2-18-90)
29. 巴特温普芬 (3-13-130)
30. 诺德高地区魏森堡 (4-18-50)
31. 京根 (2-13-60)
32. 根根巴赫 (0-36-0)
33. 哈默斯河畔采尔 (0-22-0)
34. 布赫霍恩（德语：Buchhorn） (今腓特烈港) (0-10-60)
35. 阿倫 (2-18-70)
36. 博普芬根 (1-9-50)

此外还有一个小城虽然名义上不是帝国自由城市，实际上拥有帝国自由城市的特权。
另外法国大革命前法国境内阿尔萨斯还有11座被称为帝国自由城市的城市。除斯特拉斯堡外其它10座城市从1354年开始组成十城联盟：
| - 科尔马 - 魏森堡（维桑堡） - 凯瑟斯贝格 - 兰道 - 阿尔萨斯地区明斯特（曼斯泰） | - 上恩海姆（奥贝奈） - 罗斯海姆（罗赛姆） - 施莱特施塔特（塞莱斯塔） - 蒂尔克海姆（蒂尔凯姆） - 魏森堡（维桑堡） |